# Miss Paraíba
Miss Paraíba (também conhecido como Miss Universo Paraíba) trata-se de um concurso de beleza feminino de nível estadual realizado anualmente. O objetivo é selecionar a melhor candidata paraibana em busca do título inédito de Miss Brasil, válido para a disputa de Miss Universo. O mais próximo que o Estado já chegou do título nacional foi em 1981 com a quarta colocação alcançada pela recifense Virginia Helena Gomes da Silva. A coordenação regional fica à cargo do coordenador Beto Ferraz, produtor de eventos conhecido na região. 

## Histórico

### Coordenações
Estiveram à frente da organização do concurso:
- 1982 a 1996: Josildo Albuquerque (Colunista social).

- 2003 a 2006: Hermanny Cruz (Presidente da SATED PB).

- 2007 a 2008: David França (Jornalista).

- 2009 a 2009: Rogério Freire (Colunista Social).

- 2010 a 2013: Pedro Neto (Colunista Social).

- 2014 a 2014: Carlos Pachêco (Produtor Artístico da TV Clube Paraíba).

- 2015 a 2016: Jailma Simone (Gerente de Jornalismo da TV Manaíra).

- 2017 a 2018: Miguel Braga (Produtor de Eventos).

- 2019 a 2023: George Azevêdo (Jornalista).

- 2024 a atual: Beto Ferraz (Produtor de Eventos).

### Classificações
A performance das paraibanas no nacional, em números:
| Posição       | Performance |
| ------------- | ----------- |
| Vencedora     |             |
| 2º. Lugar     |             |
| 3º. Lugar     |             |
| 4º. Lugar     | 1           |
| 5º. Lugar     | 3           |
| Semifinalista | 11          |
| Total         | 15          |

### Prêmios Especiais

#### Miss Simpatia
- Maria do Socorro Alves (1969)[1]

- Geusa Moreira (1982) [1]

- Maria do Socorro Braga (1984) [1]

- Patrícia Moreira (1985) [1]

- Janalívia Carneiro (1995) [1]

- Kayonara Walleska (2008) [1]

#### Melhor Traje Típico
- Cleide Lira Pedrosa (1965) [1]

### Vencedoras
- Tornou-se Miss Brasil

| Ano  | Participação                                            | Vencedora                                               | Representação                                           | Colocação                                               | Ref.                                                    |
| ---- | ------------------------------------------------------- | ------------------------------------------------------- | ------------------------------------------------------- | ------------------------------------------------------- | ------------------------------------------------------- |
| 2025 | 67ª                                                     | Laíla Marian Alves Coelho                               | João Pessoa                                             |                                                         | [ 2 ]                                                   |
| 2024 | 66ª                                                     | Ana Kezya Alves da Silva                                | João Pessoa                                             |                                                         | [ 3 ]                                                   |
| 2023 | 65ª                                                     | Ana Vitória Jacinto Araújo                              | Pocinhos                                                |                                                         | [ 4 ]                                                   |
| 2022 | 64ª                                                     | Joyce Sthephanny Freitas                                | Solânea                                                 | Semifinalista (Top 16)                                  | [ 5 ]                                                   |
| 2021 | 63ª                                                     | Maria Beatriz Monteiro Gomes                            | Patos                                                   |                                                         | [ 6 ]                                                   |
| 2020 | A Miss Brasil foi indicada, portanto não houve disputa. | A Miss Brasil foi indicada, portanto não houve disputa. | A Miss Brasil foi indicada, portanto não houve disputa. | A Miss Brasil foi indicada, portanto não houve disputa. | A Miss Brasil foi indicada, portanto não houve disputa. |
| 2019 | 62ª                                                     | Kennya Araújo da Silva                                  | João Pessoa                                             | Semifinalista (Top 15)                                  | [ 7 ]                                                   |
| 2018 | 61ª                                                     | Ana Carla Medeiros                                      | Campina Grande                                          | Semifinalista (Top 15)                                  | [ 8 ]                                                   |
| 2017 | 60ª                                                     | Larissa Aragão Holanda                                  | Bananeiras                                              |                                                         | [ 9 ]                                                   |
| 2016 | 59ª                                                     | Mayrla Emília Dantas Vasconcelos                        | Nova Palmeira                                           |                                                         | [ 10 ]                                                  |
| 2015 | 58ª                                                     | Ariádine Maroja Bezerra de Albuquerque                  | Mamanguape                                              | Semifinalista (Top 10)                                  | [ 11 ]                                                  |
| 2014 | 57ª                                                     | Larissa Juliane Muniz da Silva                          | Esperança                                               | [ nota 1 ]                                              | [ 12 ]                                                  |
| 2014 | -                                                       | Maria Janaynna Sousa de Oliveira                        | Mamanguape                                              | Renunciou. Não disputou.                                | [ 12 ]                                                  |
| 2013 | 56ª                                                     | Patrícia Curvelo dos Anjos                              | Sousa                                                   |                                                         | [ 13 ]                                                  |
| 2012 | 55ª                                                     | Natália Cristina Oliveira                               | Areia                                                   |                                                         | [ 14 ]                                                  |
| 2011 | 54ª                                                     | Priscilla Medeiros Durand                               | Conde                                                   |                                                         | [ 15 ]                                                  |
| 2010 | 53ª                                                     | Natália Taveira Mota Alves                              | João Pessoa                                             | 5º. Lugar                                               | [ 16 ]                                                  |
| 2009 | 52ª                                                     | Flora Alexandre Meira Costa                             | Campina Grande                                          | Semifinalista (Top 15)                                  | [ 17 ]                                                  |
| 2008 | 51ª                                                     | Kayonara Walleska de Macêdo                             | Araruna                                                 |                                                         | [ 18 ]                                                  |
| 2007 | 50ª                                                     | Roberta Guerra de Brito                                 | Centro Universitário de João Pessoa                     |                                                         | [ 19 ]                                                  |
| 2006 | 49ª                                                     | Sarah Azevedo Rodrigues                                 |                                                         |                                                         | [ 20 ]                                                  |
| 2005 | 48ª                                                     | Lílian Vasconcelos de Moura                             | João Pessoa                                             |                                                         | [ 21 ]                                                  |
| 2004 | 47ª                                                     | Isabela Marinho da Nóbrega                              | Guarabira                                               |                                                         | [ 22 ]                                                  |
| 2003 | 46ª                                                     | Mayana Maria Ramos Neiva                                | Campina Grande                                          |                                                         | [ 23 ]                                                  |
| 2002 | 45ª                                                     | Vanessa de Abreu Cordeiro                               | Jacaraú                                                 |                                                         | —                                                       |
| 2001 | 44ª                                                     | Andréia Aravanos Sarinho                                |                                                         |                                                         | —                                                       |
| 2000 | 43ª                                                     | Jorgelane Talma Caires                                  |                                                         |                                                         | —                                                       |
| 1999 | 42ª                                                     | Juliana Pereira Luna                                    |                                                         |                                                         | —                                                       |
| 1998 | 41ª                                                     | Íris Bianca Medrado                                     |                                                         |                                                         | —                                                       |
| 1997 | 40ª                                                     | Carolina Thaís Muller                                   | [ nota 2 ]                                              | Semifinalista (Top 12)                                  | —                                                       |
| 1996 | 39ª                                                     | Danielle Albuquerque                                    |                                                         |                                                         | —                                                       |
| 1995 | 38ª                                                     | Janalívia do Nascimento Carneiro                        |                                                         |                                                         | —                                                       |
| 1994 | 37ª                                                     | Humberlena de Albuquerque Chacon                        | João Pessoa                                             | Semifinalista (Top 12)                                  | —                                                       |
| 1993 | A Miss Brasil foi indicada, portanto não houve disputa. | A Miss Brasil foi indicada, portanto não houve disputa. | A Miss Brasil foi indicada, portanto não houve disputa. | A Miss Brasil foi indicada, portanto não houve disputa. | —                                                       |
| 1992 | 36ª                                                     | Fabiana Pirro Tavares de Lima                           | [ nota 3 ]                                              | Semifinalista (Top 12)                                  | —                                                       |
| 1991 | O Estado não enviou candidata ao Miss Brasil 1991.      | O Estado não enviou candidata ao Miss Brasil 1991.      | O Estado não enviou candidata ao Miss Brasil 1991.      | O Estado não enviou candidata ao Miss Brasil 1991.      | —                                                       |
| 1990 | Não houve disputa nacional de Miss Brasil em 1990.      | Não houve disputa nacional de Miss Brasil em 1990.      | Não houve disputa nacional de Miss Brasil em 1990.      | Não houve disputa nacional de Miss Brasil em 1990.      | —                                                       |
| 1989 | 35ª                                                     | Amélia Augusta da Cruz Fonsêca                          | João Pessoa                                             | 5º. Lugar                                               | —                                                       |
| 1988 | 34ª                                                     | Madeleine de Vasconcelos Braga                          | Sousa                                                   | Semifinalista (Top 12)                                  | —                                                       |
| 1987 | 33ª                                                     | Cláudia Maria Pessoa Jardim                             | João Pessoa                                             | Semifinalista (Top 12)                                  | —                                                       |
| 1986 | 32ª                                                     | Roberta Moreira da Silva                                | Campina Grande                                          | 5º. Lugar                                               | [ 24 ]                                                  |
| 1985 | 31ª                                                     | Patrícia Moreira da Silva                               | João Pessoa                                             | Semifinalista (Top 12)                                  | [ 25 ]                                                  |
| 1984 | 30ª                                                     | Maria do Socorro Braga                                  | Campina Grande                                          |                                                         | [ 26 ]                                                  |
| 1983 | 29ª                                                     | Josélia Sobrinho                                        | Guarabira Futebol Clube                                 |                                                         | [ 27 ]                                                  |
| 1982 | 28ª                                                     | Geusa Maria Moreira de Azevedo                          | Treze Futebol Clube                                     |                                                         | —                                                       |
| 1981 | 27ª                                                     | Virgínia Helena Gomes da Silva                          | João Pessoa                                             | 4º. Lugar                                               | [ 28 ]                                                  |
| 1980 | 26ª                                                     | Jahelina Maria Barbosa Aristóteles                      |                                                         |                                                         | —                                                       |
| 1979 | 25ª                                                     | Nadjla Maria Catão Cabral                               | Campina Grande                                          |                                                         | —                                                       |
| 1978 | 24ª                                                     | Ana Maria Araújo da Rocha                               |                                                         |                                                         | —                                                       |
| 1977 | 23ª                                                     | Maria da Guia Corrêa Rangel                             |                                                         |                                                         | —                                                       |
| 1976 | 22ª                                                     | Teresa Cristina Ferreira de Freitas                     |                                                         |                                                         | —                                                       |
| 1975 | 21ª                                                     | Elze Quinderé Camelo                                    | Esporte Clube Cabo Branco                               |                                                         | —                                                       |
| 1974 | 20ª                                                     | Dilma Barbosa da Silva                                  | Maravalha Praia Clube                                   |                                                         | —                                                       |
| 1973 | 19ª                                                     | Luzenice Santos Bezerra                                 | Universidade Autônoma de João Pessoa                    |                                                         | —                                                       |
| 1972 | 18ª                                                     | Maria Bernadete Fernandes Martins                       | Esporte Clube Cabo Branco                               |                                                         | —                                                       |
| 1971 | 17ª                                                     | Lúcia Medeiros de Souza                                 | GRESSE                                                  |                                                         | —                                                       |
| 1970 | 16ª                                                     | Sirlete de Carvalho                                     | Campinense Clube                                        |                                                         | —                                                       |
| 1969 | 15ª                                                     | Maria do Socorro Costa Alves                            | Esporte Clube Cabo Branco                               |                                                         | —                                                       |
| 1968 | 14ª                                                     | Ilona Pinheiro Dias de Sá                               | Esporte Clube Cabo Branco                               |                                                         | —                                                       |
| 1967 | 13ª                                                     | Maria Laura Lins Vieira de Mello                        | Clube dos Oficiais do 1º GPT E                          |                                                         | —                                                       |
| 1966 | 12ª                                                     | Zélia Maria Neves de Medeiros                           | Esporte Clube Cabo Branco                               |                                                         | —                                                       |
| 1965 | 11ª                                                     | Cleide Lira Pedrosa                                     | Esporte Clube Cabo Branco                               |                                                         | —                                                       |
| 1964 | 10ª                                                     | Rosalma Andrade                                         | Campinense Clube                                        |                                                         | —                                                       |
| 1963 | 9ª                                                      | Kalina Lígia Duarte Nogueira                            | GRESSE                                                  |                                                         | —                                                       |
| 1962 | 8ª                                                      | Terezinha Arraes de Alencar                             | Diários Associados                                      |                                                         | —                                                       |
| 1961 | 7ª                                                      | Inês Gomes Pessoa                                       | Clube Aquático Campinense                               |                                                         | —                                                       |
| 1960 | 6ª                                                      | Maria das Mercês Morais                                 | Clube Astréa                                            |                                                         | —                                                       |
| 1959 | 5ª                                                      | Glícia Coelho Chianca                                   | Clube Astréa                                            |                                                         | —                                                       |
| 1958 | 4ª                                                      | Stella Maria Stuckert de Vasconcelos                    | Clube Astréa                                            |                                                         | —                                                       |
| 1957 | 3ª                                                      | Maria Zélia de Almeida Cardoso                          | Alagoa Nova                                             |                                                         | —                                                       |
| 1956 | 2ª                                                      | Margarida Vasconcelos                                   | Cabaceiras                                              |                                                         | —                                                       |
| 1955 | 1ª                                                      | Maria Bernadete Silva                                   | Esporte Clube Cabo Branco                               |                                                         | —                                                       |

### Galeria de vencedoras

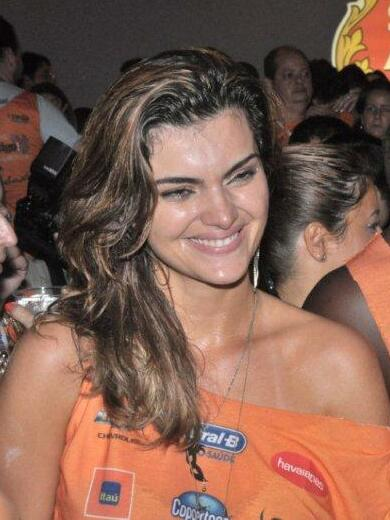
Mayana Neiva, Miss Paraíba 2003